# Lukanische Lücke
Als lukanische Lücke werden die Textstellen des Markusevangeliums bezeichnet, die Lukas in seinem Evangelium nicht übernimmt (Mk 6,45  – 8,26 ).
Da Lukas der Zweiquellentheorie zufolge das Markusevangelium als Vorlage hatte, wird nun versucht, diese Lücke zu erklären. Da Lukas nicht-jüdisch war und das Evangelium für Heidenchristen geschrieben hat, ist anzunehmen, dass er die in den Markusstellen enthaltenen Auseinandersetzungen Jesu über Fragen der jüdischen Religion absichtlich weglässt, da sie für Heidenchristen nicht mehr aktuell waren. Außerdem vermeidet Lukas durch Streichungen Doppelungen (zum Beispiel des Speisewunders).